# Луций Аврелий Кота (трибун 181 пр.н.е.)
Вижте пояснителната страница за други личности с името Луций Аврелий Кота.
Луций Аврелий Кота (на латински: Lucius Aurelius Cota) е военен трибун през 181 пр.н.е.. Служи в трети легион заедно със Секст Юлий Цезар I при Луций Емилий Павел Македоник във войната против ингауните (ingauni) в Лигурия.
Произлиза от клон Кота на фамилията Аврелии.